# Entering the spectra
Entering the spectra is het eerste muziekalbum van Karmakanic. Karmakanic is een band die bestaat naast The Flower Kings en op het album speelden dan ook leden en ex-leden van die band mee. Het album is een conceptalbum over een persoon die zich meer thuis voelt in cyberspace dan in de echte werkelijkheid. De muziek is een stevige vorm van The Flower Kings, met af en toe haast gruntachtige stemvoering.  Opnamen vonden plaats in diverse studios in Zweden, hetgeen tevens kan inhouden dat de diverse stemmen apart zijn opgenomen en later zijn samengevoegd.

## Musici
- Jonas Reingold – zang, basgitaar, toetsinstrumenten
- Roine Stolt, Julian Glössner,  – zang, gitaar
- Göran Edman – zang
- Tomas Bodin, Robert Engstrand – toetsinstrumenten
- Jaime Salazar, Zoltan Csörsz – slagwerk

met
- Diana Nunez – spreekstem
- Thomas Nyberg, Inger Ohlen - achtergrondzang

## Muziek
The little man is de ingesproken introductie.

| Nr. | Titel                                                                                  | Duur  |
| --- | -------------------------------------------------------------------------------------- | ----- |
| 1.  | The little man                                                                         | 1:29  |
| 2.  | Entering the spectra (1.Yellow; 2. Blue; 3 Red; 4 Purple; 5 Indigo; 6. Green; 7.White) | 12:20 |
| 3.  | The spirit remains the same                                                            | 6:01  |
| 4.  | Cyberdust from Mars                                                                    | 3:34  |
| 5.  | Space race nr. 3                                                                       | 4:35  |
| 6.  | The man in the moon cries                                                              | 3:12  |
| 7.  | One whole half                                                                         | 5:17  |
| 8.  | Is this the end? (1. The end; 2. The light; 3. The question)                           | 7;12  |
| 9.  | Cellosuite nr. 1 in G majeur (Johann Sebastian Bach)                                   | 1:02  |
| 10. | Welcome to the paradise                                                                | 9:19  |